# 野性類戀人
《野性類戀人》（SEX PISTOLS，又譯狂野情人）是日本漫畫家的BL漫畫作品。
在BiBLOS出版的月刊雜誌《MAGAZINE BE×BOY》的2003年1月號開始連載。2006年4月5日BiBLOS破產後，在Libre出版的《MAGAZINE BE×BOY》繼續連載。2009年OVA化，全2話預定。
與一般BL漫畫作品不同點在於「繁殖」，懷孕、結婚與家庭制度不受性別限制。登場角色非常多，且關係相當複雜。

## 故事簡介
圓谷則夫原本只是16歲的普通高中生，但是在一次車禍後，周遭的人在他眼裡有時候會變成動物，而且還被別人不分男女猛烈地追求，後來遇到同校的斑目國政，才知道事實上人類分成「人類（猿人）」和「斑類」兩個種類。則夫眼裡所見的動物們，就是猿人本來的樣子（猴子）和斑類本來的樣子（猴子以外的動物）。至於則夫被周遭的人猛烈追求的原因是他是「隔代遺傳」，隔代遺傳擁有猿人和斑類雙方的特長，對一般的猿人和斑類有很大的性吸引力（類似費洛蒙），是所有斑類都想要得到的特獎。國政宣言要讓則夫懷下他的孩子，搞不清楚狀況又被國政吸引的則夫，展開他與那個家族的故事。

## 登場角色
※聲：廣播劇CD版／OVA版
圓谷則夫（聲：鈴木千尋／下野紘）
主角。帝國義塾學院高中部一年級生。原本過著普通的高中生生活，但在發生事故昏迷時，看見「貓又」的祖先，後來周遭的人在他眼裡有時候會變成動物。
斑目國政（聲：梁田清之／川原慶久）
帝國義塾學院高中部三年級生。卷尾（母）和大衛（父）的兒子，魂現是美洲豹。話少所以給人凶暴的印象。在卷尾的教育下沒有貞操觀念，只有自己身為重種的優越感和重視血統的繼承。宣言則夫是「自己的雌性」，但是卻沒有把他當作自己的「戀人」。
斑目米國（聲：子安武人／杉田智和）
卷尾（母）和瑪庫西米利安（父）的兒子，魂現是蛟，因為父母都是水中系，所以自律神經很弱，體溫調節很差。嚴重討厭男人。在帝國義塾學院國中部時創下200m蝶泳新記錄。
藤原白（聲：平川大輔／羽多野涉）
和米國同班的委員長。在國中的游泳比賽中對米國一見鍾情。小時候被體弱的父母（斑類）委託猿人的夫婦撫養，且被封印了自己是斑類的記憶和自覺。魂現是狼（日本的最後一人）。
青桐王將（聲：野島裕史／同左）
魂現是蛇之目的中間種。喜歡小白，對米國下戰帖。
熊樫照彥（聲：大川透／土門仁）
帝國義塾學院高中部三年級生，柔道社主將、園藝委員。日本第一的熊樫本家的獨生子，魂現是亞洲黑熊。有和猿人少女一般對戀愛憧憬的一面。
約瑟亞·馬克貝爾（Yoshua McBear，聲：成田劍／同左）
美國人。魂現是美洲灰熊，是美洲灰熊最頂端的「馬克貝爾家」的兒子。照彥以一星期一千萬為代價的交配對象。實際上在六年前的「熊族交流會」時就暗自認定要娶照彥為妻。
青桐大將（聲：一条和矢）
27歲的醫生。志麻和宇芽的好友，雙方家長關係惡劣。父母是獵犬和毒蛇。外表看起來是像狗一樣和善的男人，實際上為了得到志麻而使出卑劣的策略，顯出毒蛇的一面。
渡嘉敷志麻（聲：神谷浩史）
宇芽的雙胞胎兄弟。27歲的護士。魂現是獴。認為和大將只是性伴侶，不過在大將的策略下懷孕了。
渡嘉敷宇芽（聲：谷山紀章）
志麻的雙胞胎兄弟。27歲的公司職員。魂現是獴。喜歡大將，但是沒有發現志麻和大將的關係。
渡嘉敷夏蓮（聲：澤海陽子）
料亭「嘉月」的女將。愛美（父親是卷尾）和志信的母親（父親是國光）
斑目卷尾（聲：大原沙耶香）
蛇之目。和夏蓮有婚姻關係，但是和夏蓮之外還有兩個孩子。雖然是女性但用字粗俗，為了種的延續可以不擇手段。夏蓮是唯一能壓制他的人。
米國的母親（父親是瑪庫西米利安）、國政的母親（父親是大衛）、愛美的父親（母親是夏蓮）。
志信
夏蓮和卷尾的父親國光的兒子，魂現是蛇之目。料亭「嘉月」的料理長。負責指導則夫控制斑類的能力。沒什麼表情但心地善良。
愛美
夏蓮（母）和卷尾（父）的兒子，魂現是貓又。外觀是美少女風。對國政是兄控。
瑪庫西米利安·席莫（聲：高橋廣樹）
英國的母親、米國的父親。和大衛有婚姻關係。世界有名的建築師。魂現是蛟。
大衛·伍德比爾（David Woodville，聲：小杉十郎太）
英國、國政的父親。和瑪庫西米利安有婚姻關係。有名的雕塑家。魂現是美洲豹。
英國
瑪庫西米利安（母）和大衛（父）的兒子，魂現是美洲豹。對則夫有好感。
青桐賢
志麻和大將的兒子。和志麻子是雙胞胎。魂現是毒蛇。
青桐志麻子
志麻和大將的女兒。和小賢是雙胞胎。魂現是獴。
灰頭若葉
魂現是蝙蝠。害怕被迫害而隱藏自己是蝙蝠的事實。以前把「擬似子宮形成藥」吃著玩，有著不完整的雌性化下半身。
賽斯（Seth）
法國和沙烏地阿拉伯的混血，名家的當家。長持親友公司的共同經營者。魂現是鷹（最後的「翼主」）。
灰頭雀
賽斯和若葉的小孩。魂現是蝙蝠。
沙拉姆
賽斯的婚約者。分家中最有權力的西家出身。作為男性和賽斯有婚約後改變身體，變成雌雄同體。魂現是蛇之目。
錦織長持
重種名家的兒子，重種蛇之目的蟒蛇。為回應若葉的愛慕稱其為「戀人」，也送他高價的禮物，但沒有肉體關係。

## 用語解說
斑類
進化的過程中，擁有猿以外動物特徵的種族。斑類和猿人不同的是，能夠行使獨自特殊的能力，但是繁殖力和猿人比非常低，猿人和斑類的人口比率約7:3。也許是因為繁殖力弱所以較猿人開放，重婚、異父（母）也不是什麼新奇的事，擁有同性也可以懷孕生小孩的技術，同性情侶的小孩也不新奇。因為斑類是貴重的種類，所以為了讓種存續下去，小時候就有婚約者的也不少。
斑類主要被分為以下六類，其中又有「重種＞中間種＞輕種」的區別，斑類界是典型的金字塔社會階級。
- 貓又：擁有貓科動物特性的斑類。人口比例3%。
  - 重種：美洲豹（國政、英國、大衛）

- 蛇之目：擁有蛇特性的斑類。人口比率3%。
  - 中間種：毒蛇（王將）

- 熊樫：擁有熊特性的斑類。人口比率約3%。熊樫沒有輕種。
  - 重種：美洲灰熊（約瑟亞）、棕熊（照彥的父親）
  - 中間種：亞洲黑熊（照彥、照彥的母親）

- 犬神人：擁有犬科動物特性的斑類。人口比率15%，是最多的。
  - 重種：狼（小白）
  - 中間種：秋田犬（犬飼太郎）
  - 輕種：馬爾濟斯（犬山）

- 蛟：擁有鱷魚特性的斑類。人口比率3%。
  - 重種：鱷魚（米國、瑪庫西米利安）

- 人魚：擁有鯨特性的斑類。人口比率1%以下。比隔代遺傳還要貴重。沒有輕種和中間種。
- 主要6分類該当外
  - 鳥類（正式名称不明）…被稱為翼主，擁有飛行系動物的特性的斑類的総称。輕種和中間種是什麼不知道，但是據說基本上滅絕了。人口比率在2％以内(上記6斑類總計％＝約28％)。以下說明，被確定了血統的斑類。
    - 重種：鷲（セス）。被稱作『天狗』『天使』的種族。赛斯是在純血種家系滅絕的情況下和蛇目混血，隔代遺傳誕生的。因此得出同一時代不存在第二個的結論。

  - 其他
    - 軽種或者中間種…蝙蝠（若葉・すずめ）。雖然理由不明，但是害怕被迫害，而隐藏自己是蝙蝠的事实裝成其他斑類。比起鳥類的翼主，準確應該稱為翼手。

猿人
非斑類，一般的人類。因為猿人無法看到魂現，所以並不知道斑類的存在。
比斑類的生殖力還高，但猿人和斑類的孩子90%是猿人。
基礎分類
重種
斑類中數量較少的貴種的種。力量和特殊能力出色，但是繁殖力極低。
中間種
重種和輕種之間的種。
輕種
力量和特殊能力是最低的，斑類中繁殖能力較高。
特殊分類
半重種（はんじゅうしゅ）
重種與中間種間生的中間種。因為處於重種與中間種之間，在日本的一部分地區地域和重種同等待遇。
隔代遺傳
原本是猿人但祖先中有斑類的人，因為某種契機而讓斑類的能力覺醒。存在非常稀少，被稱為是超級特獎。
因為兼具斑類的能力和猿人的繁殖力，對繁殖力低的斑類極具魅力。
接木雑種（キメラ）
指雙親是不同的斑類，比如兩者相差極大的猫又＋人魚的情況就這樣叫。
魂現
精神和肉體交替，外觀顯現出原本動物的姿態，相當於暴露裸體。憤怒或興奮也可能會魂現。

## 單行本
前四冊原本為BiBLOS出版，第五冊開始改為Libre出版，前四冊再版。
| 冊數 | 日文版                                        | 發行日期                    | 中文版            | 發行日期       |
| ---- | --------------------------------------------- | --------------------------- | ----------------- | -------------- |
| 1    | ISBN 978-4-83-521544-0 ISBN 978-4-86-263196-1 | 2004年1月10日 2007年6月1日  | EAN 4711436562784 | 2006年2月22日  |
| 2    | ISBN 978-4-83-521606-5 ISBN 978-4-86-263214-2 | 2004年6月10日 2007年6月30日 | EAN 4711436562791 | 2006年2月22日  |
| 3    | ISBN 978-4-83-521699-7 ISBN 978-4-86-263236-4 | 2005年1月8日 2007年8月1日   | EAN 4711436562807 | 2006年5月18日  |
| 4    | ISBN 978-4-83-521770-3 ISBN 978-4-86-263254-8 | 2005年7月8日 2007年9月1日   | EAN 4711436562814 | 2006年5月18日  |
| 5    | ISBN 978-4-86-263086-5                        | 2006年12月9日               | EAN 4711436567147 | 2007年10月30日 |
| 6    | ISBN 978-4-86-263854-0                        | 2010年10月9日               | EAN 4711436574725 | 2011年1月14日  |

## 外部連結
- （日語）OVA官方網站 （页面存档备份，存于）